# Paul A. Tipler
Paul Allen Tipler (* 12. April 1933 in Antigo, Wisconsin) ist ein US-amerikanischer Physiker und Physik-Didaktiker, bekannt für Physik-Lehrbücher.
Tipler ging in Oshkosh auf die High School und studierte an der Purdue University mit dem Bachelor-Abschluss 1955. 1962 wurde er in Kernphysik an der University of Illinois promoviert, während er gleichzeitig an der Wesleyan University unterrichtete. Nach der Promotion war er an der Oakland University in Michigan, wo er das Physik-Curriculum mit aufbaute.
Sein in den USA verbreitetes Lehrbuch Modern Physics erschien zuerst 1969, sein Lehrbuch Physics zuerst 1976. 1982 gab er seinen Posten an der Universität auf und ging nach Berkeley, wo er weiter Physik-Lehrbücher schrieb.
Zu seinen Hobbys zählt er Jazz-Piano, Wandern, Campen und Pokern.

## Schriften
- mit Gene Mosca: Physik für Wissenschaftler und Ingenieure, Spektrum Akademischer Verlag, 8. Auflage 2019, ISBN 978-3662582800 (separat dazu erschien ein Arbeitsbuch)
  - Englisches Original: Physics for Scientists and Engineers, 6. Auflage, Freeman, San Francisco 2008
- mit Ralph A. Llewellyn: Moderne Physik, Oldenbourg Verlag, 2. Auflage 2009, ISBN 3486582755
  - Englisches Original Modern Physics, Worth Publ. 1978
- Physik, Spektrum Akademischer Verlag 1994, 2000
- College Physics, Worth Publishers 1987